# مریدن (کنتیکت)
مریدن، کنتیکت (به انگلیسی: Meriden, Connecticut) یک شهر در ایالات متحده آمریکا است که در کنتیکت واقع شده‌است.

## خصوصیات
مریدن ۶۲٫۵ کیلومترمربع مساحت و ۶۰٬۸۶۸ نفر جمعیت دارد و ۵۴ متر بالاتر از سطح دریا واقع شده‌است.

## نگارخانه

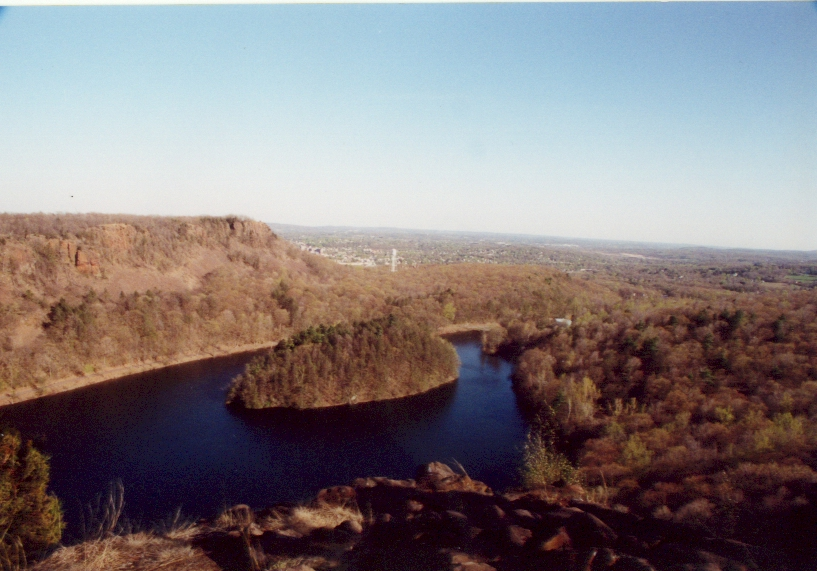